# Гіясабад (Марказі)
Гіясабад (перс. غياث اباد) — село в Ірані, у дегестані Фармагін, у Центральному бахші, шагрестані Фараган остану Марказі. За даними перепису 2006 року, його населення становило 1333 особи, що проживали у складі 364 сімей.

## Клімат
Середня річна температура становить 13,03 °C, середня максимальна – 33,18 °C, а середня мінімальна – -10,78 °C. Середня річна кількість опадів – 272 мм.
| Клімат поселення                              | Клімат поселення | Клімат поселення | Клімат поселення | Клімат поселення | Клімат поселення | Клімат поселення | Клімат поселення | Клімат поселення | Клімат поселення | Клімат поселення | Клімат поселення | Клімат поселення | Клімат поселення |
| Показник                                      | Січ.             | Лют.             | Бер.             | Квіт.            | Трав.            | Черв.            | Лип.             | Серп.            | Вер.             | Жовт.            | Лист.            | Груд.            |                  |
| Середній максимум, °C                         | 7,94             | 11,01            | 16,42            | 21,02            | 25,05            | 32,28            | 33,18            | 31,99            | 27,40            | 21,62            | 15,14            | 8,64             |                  |
| Середня температура, °C                       | −1,4             | 1,65             | 7,04             | 11,66            | 15,68            | 22,93            | 26,64            | 25,45            | 20,85            | 15,10            | 8,60             | 2,12             |                  |
| Середній мінімум, °C                          | −10,78           | −7,72            | −2,32            | 2,30             | 6,33             | 13,56            | 20,10            | 18,94            | 14,32            | 8,56             | 2,08             | −4,41            |                  |
| Норма опадів, мм                              | 40               | 37               | 48               | 35               | 29               | 4                | 1                | 1                | 0                | 10               | 26               | 41               |                  |
| Середньомісячна швидкість вітру, м/с          | 2.14             | 2.10             | 2.79             | 3.32             | 2.78             | 2.60             | 2.60             | 2.50             | 2.38             | 2.17             | 1.88             | 1.87             |                  |
| Середньомісячна сонячна радіація, кДж/м²·день | 8971             | 12458            | 14853            | 18221            | 22281            | 26860            | 25900            | 24023            | 20901            | 15502            | 10902            | 8847             |                  |
| --------------------------------------------- | ---------------- | ---------------- | ---------------- | ---------------- | ---------------- | ---------------- | ---------------- | ---------------- | ---------------- | ---------------- | ---------------- | ---------------- | ---------------- |
| Джерело:                                      |                  |                  |                  |                  |                  |                  |                  |                  |                  |                  |                  |                  |                  |